# ¿Quién quiere una copla del Arcipreste de Hita?
¿Quién quiere una copla del Arcipreste de Hita? es una obra de teatro de José Martín Recuerda, estrenada en 1965.

## Argumento
La obra recrea pasajes de la vida de Juan Ruiz, Arcipreste de Hita, sobre la base de escenas de su obra El libro del buen amor. 

## Estreno
- Teatro Español, Madrid, 16 de noviembre de 1965. Estreno
  - Dirección: Adolfo Marsillach.
  - Intérpretes: Mary Carrillo, Nuria Torray, José María Rodero, Terele Pávez, Charo Soriano, Lola Lemos, Tina Sáinz, Fernando Chinarro.